# بمب‌افکن راهبردی

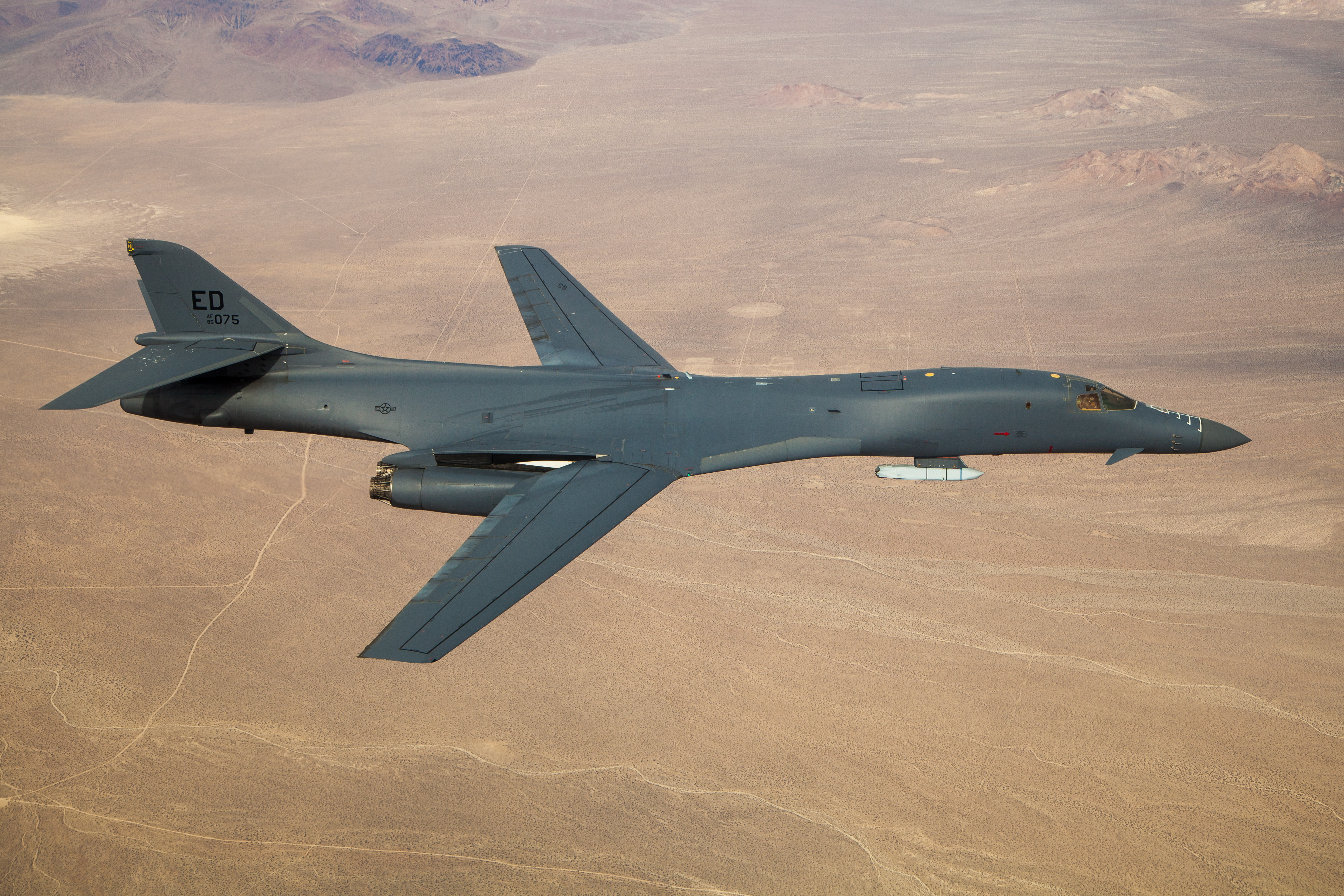
نگاره‌ای از یک فروند راکول بی-۱ لنسر مجهز به موشک‌های ای‌جی‌ام-۱۵۸ جی‌ای‌اس‌اس‌ام بر فراز پایگاه نیروی هوایی ادواردز. راکول بی-۱ لنسر یک بمب‌افکن راهبردی دوربرد چهار موتورهٔ مافوق صوت نیروی هوایی آمریکا است که از بال متحرک بهره می‌برد.

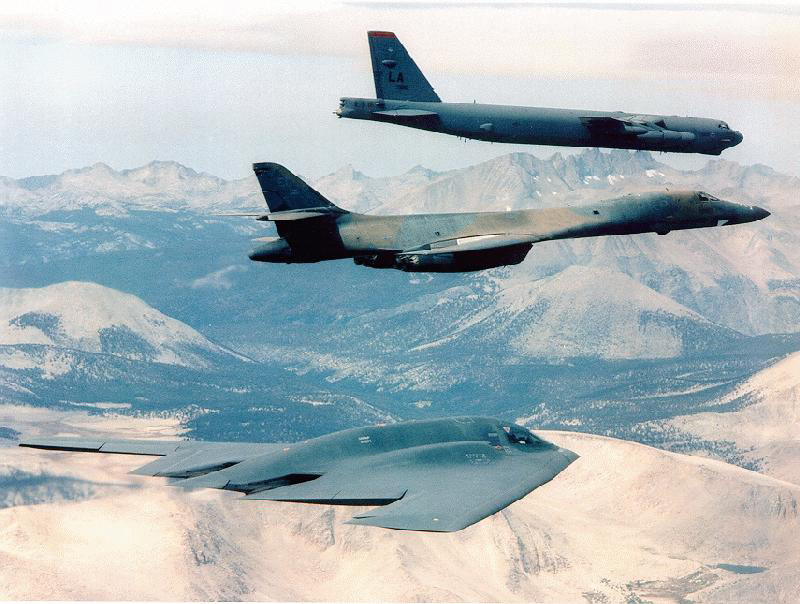
بمب‌افکن‌های راهبردی فعلی آمریکا. به‌ترتیب از پایین به بالا: بی-۲ اسپیریت، بی-۱ لنسر، بی ۵۲.

بمب‌افکن راهبردی یا بمب‌افکن استراتژیک، هواپیمای بمب‌افکنِ دوربردِ پهن‌پیکری است که برای حمل و رها کردن حجم زیادی از سلاح‌های هوا به‌زمین طراحی شده‌است. اصولاً هدف اصلی از استفادهٔ بمب‌افکن راهبردی و برخلاف بمب‌افکن‌های تاکتیکی، نفوذ به قلب دشمن و هدف قرار دادن تأسیسات راهبردی دشمن همچون کارخانه‌ها، نیروگاه‌ها و پایگاه‌های نظامی است. بمب‌افکن راهبردی، علاوه بر بمباران، بعضاً برای مأموریت‌های تاکتیکی نیز استفاده می‌شوند.

## تعدادی از بمب افکن‌های راهبردی
- بی-۱ لنسر (۷۵٬۰۰۰ پوند) (آمریکا)
- بی-۲ شبح (۴۰٬۰۰۰ پوند) (آمریکا)
- بی-۲۱ ریدر (ورود به خدمت ۲۰۲۵) (آمریکا)
- بی-۵۲ استراتوفورترس (۷۰٬۰۰۰ پوند) (آمریکا)
- توپولف-۲۲ ام (۴۶٬۰۰۰ پوند) (روسیه)
- توپولوف تی‌یو-۹۵ (۳۳٬۰۰۰ پوند) (روسیه)
- توپولف تی‌یو-۱۶۰ (۸۸٬۲۰۰ پوند) (روسیه)
- آورو والکان (۷۵٬۰۰۰ پوند) (انگلستان)